# فرگوسن (آرکانزاس)
فرگوسن (به انگلیسی: Ferguson) یک منطقهٔ مسکونی در ایالات متحده آمریکا است که در شهرستان فیلیپس، آرکانزاس واقع شده‌است. فرگوسن ۴۹٫۰۷ متر بالاتر از سطح دریا واقع شده‌است.